# 황전 나들목
황전 나들목(Hwangjeon IC)은 전라남도 순천시 황전면 선변리에 설치된 순천완주고속도로의 3번 교차로이다. 2011년 1월 31일 개통되었으며, 순천 방향 진출, 완주 방향 진입 시 황전 휴게소로 바로 진입할 수 있다. 순천시 황전면, 구례군 구례읍내로 진출할 수 있다. 인근에 전라선 구례구역이 있다.

## 연혁
- 2004년 12월 30일 : 2011년까지 나들목 신설을 위해 순천시 도시계획시설 교통광장에 황전면 선변리 일원을 황전 나들목으로 고시[1]
- 2011년 1월 31일 : 순천완주고속도로 서남원 ~ 순천 구간 개통과 함께 영업 개시[2]

## 구조물 정보
- 위치: 전라남도 순천시 황전면 선변리
- 영업소: 전라남도 순천시 황전면 순천완주고속도로 26

## 접속하는 도로
- 섬진강로 (구 국도 제17호선)
- 간접 연결 : 국도 제17호선 (순천로, 용두삼거리 이용), 국도 제18호선 (섬진강로, 선변삼거리 이용)

## 교통량 정보
| 요금소        | 통행량 (대/일) | 통행량 (대/일) | 통행량 (대/일) | 통행량 (대/일) | 통행량 (대/일) | 통행량 (대/일) | 통행량 (대/일) | 통행량 (대/일) | 통행량 (대/일) | 통행량 (대/일) | 각주  |
| 요금소        | 2010년         | 2011년         | 2012년         | 2013년         | 2014년         | 2015년         | 2016년         | 2017년         | 2018년         | 2019년         | 각주  |
| ------------- | -------------- | -------------- | -------------- | -------------- | -------------- | -------------- | -------------- | -------------- | -------------- | -------------- | ----- |
| 황전 (폐쇄식) | 미개통         | 1,028          | 1,302          | 1,427          | 1,469          | 1,609          | 1,743          | 1,893          | 1,912          | 2,006          | [ 3 ] |